# Laureles (Salto)
Ne doit pas être confondu avec Laureles (Tacuarembó).
Pour les articles homonymes, voir Laureles.
Laureles est une ville de l'Uruguay située dans le département de Salto. Sa population est de 190 habitants.

## Population
| Année | Population |
| ----- | ---------- |
| 1963  | 149        |
| 1975  | 93         |
| 1985  | 83         |
| 1996  | 146        |
| 2004  | 190        |

,